# Peña Blanca (ort i Honduras, Departamento de Cortés)
Peña Blanca är en ort i Honduras.   Den ligger i kommunen San Pedro Sula och departementet Departamento de Cortés, i den västra delen av landet, 180 km nordväst om huvudstaden Tegucigalpa. Peña Blanca ligger 256 meter över havet och antalet invånare är 3 552.
Terrängen runt Peña Blanca är varierad. Runt Peña Blanca är det mycket tätbefolkat, med 1 313 invånare per kvadratkilometer. Närmaste större samhälle är San Pedro Sula, 4,2 km sydost om Peña Blanca. Omgivningarna runt Peña Blanca är en mosaik av jordbruksmark och naturlig växtlighet.